# Пункт пропуска (фильм)
«Пункт пропуска» (прокатное название — «Пункт пропуска. Офицерская история») — российский художественный фильм режиссёра Веры Соколовой по сценарию Ивана Соловьёва. Премьера состоялась 18 марта 2021 года в Большом зале Центрального Дома кино и была приурочена к седьмой годовщине аннексии Крыма Россией.

## Сюжет
Двое молодых военнослужащих Черноморского флота попадают в плен Службы Безопасности Украины вскоре после присоединения Крыма Россией. Находясь в плену около трёх лет, они не предают свою Родину.

## В ролях
| Актёр                 | Роль                     |
| --------------------- | ------------------------ |
| Валерий Карпов        | Алексей Филатов          |
| Александр Зачиняев    | Максим Шалаев            |
| Анастасия Черникова   | Олеся                    |
| Эммануил Виторган     | Яков Соломонович адвокат |
| Николай Добрынин      | генерал ФСБ              |
| Александр Старовойтов | министр обороны          |
| Кирилл Емельянов      | Тарас Комко              |
| Екатерина Петрова     | Юля Елагина              |
| Иван Соловьёв         | адмирал Елагин           |
| Михаил Полицеймако    | отец Юли                 |
| Борис Эстрин          | Пётр Викторович адвокат  |
| Михаил Калиничев      | «смотрящий»              |
| Николай Разуменко     | вор                      |
| Александр Лавров      | нарколог                 |
| Сергей Козин          | мошенник                 |
| Татьяна Кахидзе       | тюремный врач            |
| Тимур Ефременков      | полковник ФСБ Климов     |
| Виктория Тарасова     | Марья Фёдоровна          |
| Дмитрий Шиляев        | украинский чиновник      |
| Арина Шарапова        | телеведущая              |
| Алексей Васильев      | Баринов                  |
| Сергей Масленников    | помощник адвоката        |
| Роман Шахов           | следователь СБУ          |
| Андрей Скабара        | начфин                   |
| Вадим Амиров          | начальник разведки       |

## Создание
В основу сюжета была положена реальная история двух российских военнослужащих, которые в 2016 году были захвачены Службой безопасности Украины на пункте пропуска Чонгар и удерживались в украинском СИЗО около трёх лет. Иван Соловьёв являлся одним из должностных лиц, участвовавших в их освобождении. В 2019 году он написал книгу «Искушение», одна из глав которой была посвящёна этой истории. Осенью того же года он подарил экземпляр книги режиссёру Вере Соколовой, которая предложила экранизировать эту историю.
Работа над фильмом началась в декабре 2019 года. Производством занималась кинокомпания «Горизонт кино».
Основной съёмочный период был запланирован на апрель 2020 года, однако из-за пандемии коронавирусной инфекции был перенесён на полгода. Съёмки фильма проходили в Москве, Краснодарском крае, Калининградской области, Крыму и Севастополе. Отдельные сцены были сняты на флагмане Черноморского флота гвардейском ракетном крейсере «Москва», в Штабе Черноморского флота, в государственном историко-археологическом музее-заповеднике «Херсонес Таврический» и в музейном историко-мемориальном комплексе «35-я береговая батарея».
Песни «Пункт пропуска» и «Чёрное море» для саундтрека фильма были написаны и исполнены Денисом Майдановым.
Фильм был создан при поддержке Министерства обороны Российской Федерации и был выпущен в ограниченный прокат. Сама режиссёр фильма жаловалась на то, что при наличии талантливых деятелей киноискусства в сфере не хватает денег. Кассовые сборы фильма «Пункт пропуска» составили чуть больше тринадцати тысяч рублей.

## Награды
- В сентябре 2021 года фильм был представлен на Казанском международном кинофестивале мусульманского кино в программе «Особое событие фестиваля»[12].
- В декабре 2021 года фильм победил на международном кинофестивале «Золотая башня» в номинации «За честь и достоинство»[13][14].

## Критика
Фильм остался незамеченным профессиональной кинокритикой. 8 апреля 2021 года состоялся показ фильма в Донецке. На премьере присутствовал Глава Донецкой Народной Республики Денис Пушилин, высоко оценивший фильм: «Абсолютно считаю правильным показывать эти истории в художественных фильмах. Это очень важно. Мы пока ещё живём среди таких историй».
Журналистка Мария Борзунова посвятила творчеству Веры Соколовой часть авторской передачи, в которой назвала фильм «феерией пошлости и стереотипов».

## Санкции
За создание фильма режиссёр Вера Соколова, оператор Леонид Рудкевич и несколько актёров были внесены в базу сайта «Миротворец». Затем Министерство культуры и информационной политики Украины внесло в перечень лиц, которые создают угрозу для национальной безопасности Украины, режиссёра Веру Соколову, автора сценария и актёра Ивана Соловьёва, оператора Леонида Рудкевича, композитора Евгения Ширяева, актёров Валерия Карпова и Александра Зачиняева.
Мария Захарова назвала запрет фильма «Пункт пропуска» на Украине частью кампании Владимира Зеленского по зачистке информационного пространства.